# Балабанов, Валерий Николаевич
Вале́рий Никола́евич Балаба́нов (9 апреля 1939, Москва — 18 декабря 2008, там же) — советский и российский живописец, писатель, философ, медальер, главный художник Центрального телевидения СССР (1969—1989), народный художник России (1995), профессор, академик Российской академии естественных наук и Академии славянской культуры.
Автор ряда художественных работ, среди которых: триптихи «Реквием» (2000—2002), «Молитва о Романовых» (1989—1999), «Поля русской славы»; картины «Под благодатным Покровом», «Полёт Троицы» (1988), «Пловец» («Храм Христа Спасителя») (1976—1986), «Тальково поле» (1991—1994), «Виртуальная вечеря» и др., автор эскиза одной из высших военных наград Российской Федерации — ордена Жукова (1994), а также одноимённой медали.
Член Союза писателей России, член редколлегий ряда российских журналов, кавалер ордена Святого Благоверного князя Даниила Московского.

## Биография

### Первые годы и учёба
Валерий Балабанов родился 9 апреля 1939 года в Москве в семье Николая Ивановича Балабанова и Александры Петровны Балабановой. Сам Балабанов вспоминает, что вырос он в районе Петровки, вблизи Высоко-Петровского монастыря:

Нарышкинские палаты, церковь Боголюбской Божьей матери, колокольня церкви Покрова — все, что входит в ансамбль монастыря, меня, мальчишку, буквально завораживало своей величавой красотой.

В 1942 году на фронте Великой Отечественной войны погиб отец, и Валерий вместе с сестрой воспитывался матерью.
Балабанов окончил Краснопресненскую детскую художественную школу и поступил в Московский педагогический институт на художественно-графический факультет, который закончил в 1963 году. В 1968 году впервые с собственными художественными работами принял участие в выставке, посвященной Памятникам Отечества.

### Работа
С 1969 года по 1989 год работал главным художником Центрального телевидения СССР, последние 10 лет в период этой работы являлся главным художником программы «Время». В 1974 году был принят в Союз художников СССР.
В 1989 и 1993 годах провел персональные художественные выставки в США (Нью-Йорке и Сан-Франциско).
В 1991 году в 22-летнем возрасте, в скором времени после возвращения из армии погиб единственный сын Валерия Балабанова Николай, который помогал мастеру в ряде работ.
В 1990 году занял пост председателя Художественного совета Международного Фонда славянской письменности и культуры. С 1993 года — вице-президент Новой Императорской Академии художеств. В 1996 году был избран академиком Российской Академии Естественных Наук по секции «Человек и творчество».
30 мая 1995 года Балабанову было присвоено звание народного художника России.

### Научная и педагогическая деятельность
С 1993 года по 1996 год являлся заведующим кафедрой изобразительного искусства Государственной академии славянской культуры. Имеет учёное звание профессора. Является академиком Российской академии естественных наук и Академии славянской культуры.

### Публицистическая, журналистская и общественная деятельность
Член редколлегий православной газеты «Русь державная», журналов «Россияне», «Отечество и вера» и др. Член жюри международного кинофестиваля славянских и православных народов «Золотой Витязь». Сопредседатель Троицкого Православного Собора, основатель и ведущий творческого клуба «Храм вашей души». Входит в Правление фонда «Маршал Жуков». Состоит в Союзе писателей России.

### Живопись
Во время выставки в Сан-Франциско в 1989 году на Балабанова оказали значительное впечатление увиденные работы Леонардо да Винчи, после чего художник начал писать картину «Виртуальная вечеря», которая представляла собой зеркальное воспоминание о фреске да Винчи «Тайная Вечеря».
В 1989—1999 гг. написал триптих «Молитва о Романовых», первые два года писал его совместно с сыном.
Под впечатлением убийства Игоря Талькова, произошедшего в 1991 году, Балабанов в 1991—1994 гг. написал картину «Тальково поле».
В 1976 году, по словам самого автора, «по промыслу Божию», Балабанов начал писать картину «о втором Пришествии Храма Христа Спасителя», в результате чего оказалась создана картина «Пловец» («Храм Христа Спасителя»). По мнению патриарха Всея Руси Алексия Второго, высказанному после воссоздания Храма Христа Спасителя, картины Балабанова являются картинами-молитвами, которые сбываются.
Художником была создана картина «Вифлеемская звезда» («Покаянные дни»). В память о подвиге рядового Евгения Родионова, убитого в чеченском плену в 1996 году, Балабанов создал картину «Молитва о русском воине». В 2000 году после гибели подводной лодки «Курск», им написана картина «Молитва о моряках России». Три этих картины в совокупности образовали триптих «Реквием», одну из наиболее известных художественных работ Балабанова.

### Художественный дизайн и медальерное искусство

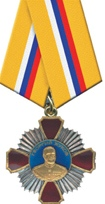
Орден Жукова

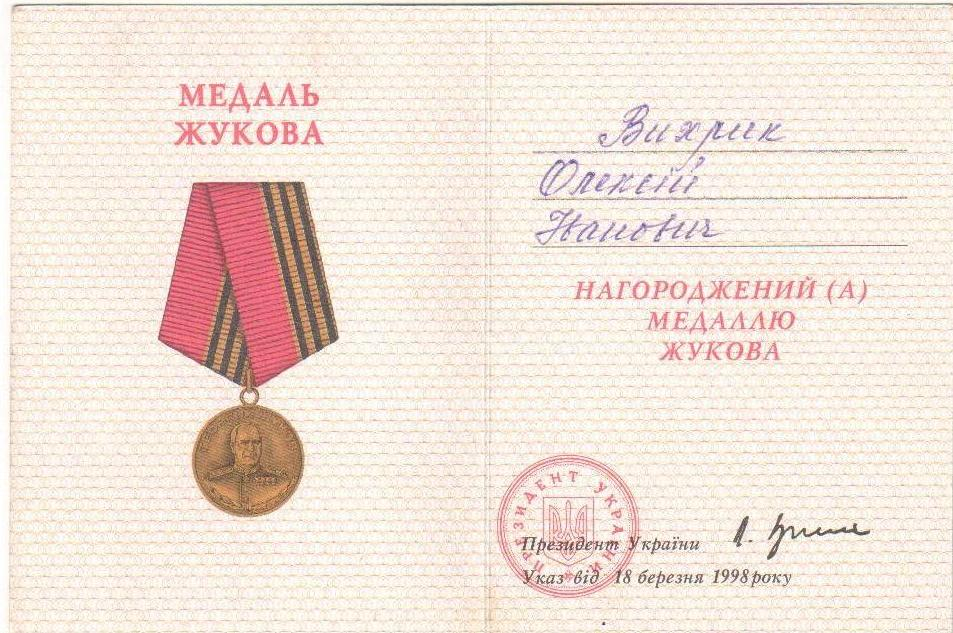
Медаль Жукова

Наиболее известной работой в области художественного дизайна является разработка художником в 1993—1994 гг. эскиза высшей военной награды Российской федерации: ордена Жукова, а также медали Жукова.
Принимал участие в разработке символики Государственной академии славянской культуры, в частности, разработал в 1993 году её знак. Разработал символику международного кинофестиваля славянских и православных народов «Золотой Витязь».
Умер в 2008 году. Похоронен на Кузьминском кладбище.

## Награды и достижения
- Народный художник России (1995).
- Участник персональных художественных выставок в Нью-Йорке и Сан-Франциско (1989, 1993).
- Русской православной церковью награждён орденом Святого Благоверного князя Даниила Московского.
- Имя Валерия Балабанова увековечено на мраморной стене Храма Христа Спасителя за заслуги по его возрождению.

## Публикации
- Балабанов В. Н. «Тальково поле»: рассказ художника Валерия Балабанова о картине, посвященной Игорю Талькову // Наука и религия. — 1995. — № 2. — С. 13. На 1-й странице обложки: картина В. Балабанова «Тальково поле».
- Балабанов В. Н. Вифлеемская звезда / В. Балабанов // Наука и религия. — 2002. — N1 . — ISSN 01307045
- Балабанов В. Н. Реквием / В. Н. Балабанов // Родина. — 2004. — N4. — С. 30-33 : фото.цв. — ISSN 02357089
- Балабанов В. Н. В священном зазеркалье Тайной Вечери / В. Н. Балабанов // Наука и религия. — 2004. — N 4. — С. 36-37. ISSN 01307045
- Балабанов В. Н. Молитва о России // Завтра : газета. — 2002, 8 августа. — Вып. 8(72). Архивировано 4 ноября 2011 года.